# Mirela Delić
Mirela Delić est une joueuse croate de volley-ball née le 13 novembre 1981 Dubrovnik. Elle mesure 1,88 m et joue centrale.

## Clubs
| Club                | Pays        | De        | À         |
| ------------------- | ----------- | --------- | --------- |
| OK Dubrovnik        | Croatie     |           |           |
| OK Vukovar          | Croatie     |           |           |
| Azena Velika Gorica | Croatie     |           | 2003-2004 |
| Mladost Zagreb      | Croatie     | 2004-2005 | 2004-2005 |
| OK Maribor          | Slovénie    | 2005-2006 | 2005-2006 |
| Ouralotchka         | Russie      | 2006-2007 | 2006-2007 |
| CV Tenerife         | Espagne     | 2007-2008 | 2007-2008 |
| Beşiktaş Istanbul   | Turquie     | 2008-2009 | 2008-2009 |
| RC Cannes           | France      | 2009-2010 | 2009-2010 |
| Rabita Bakou        | Azerbaïdjan | 2010-2011 | …         |

## Palmarès
- Ligue des champions (1)
  - Vainqueur : 1998

- Championnat de Croatie (2)
  - Vainqueur : 1998, 2005

- Coupe de Croatie (2)
  - Vainqueur : 2004, 2005

- Championnat de France (1)
  - Vainqueur : 2010

- Coupe de France (1)
  - Vainqueur : 2010
- Championnat d'Azerbaïdjan 
  - Vainqueur :  2011